# 고든 프리맨

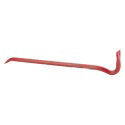
크로우바: 프리맨의 가장 상징적인 무기.

고든 프리맨(영어: Gordon Freeman)은 밸브 코퍼레이션의 1인칭 슈팅 게임 하프라이프 시리즈의 주인공이다.

## 게임에서의 이야기 이전
워싱턴주 시애틀 출신이다. 어렸을 때부터 양자물리학과 상대성이론에 관심을 보였으며 1999년 26세에 MIT 박사 학위를 취득한다. 그 후 오스트리아 인스브루크 대학교의 물리학 실험실에서 잠시 머무르다가 그의 스승이었던 아이작 클라이너 교수의 소개에 따라 뉴멕시코의 사막 지대 위에 있는 블랙 메사 연구소에서 근무하게 된다.

## 하프라이프
블랙 메사 연구소에서 일어난 사고로 인해 차원 정거장 젠(Xen)에서 지구로 소환된 외계인 보르티곤트들과, 외계 생물 헤드크랩, 가르강튀, 불스퀴드, 좀비 등, 그리고 블랙 메사에서 일어난 사고를 은폐하기 위해 정부에서 파견한 해병대들을 상대로 사투를 벌이며 블랙 메사연구소에서 탈출하기 위해 모험을 하게 된다. 최후에는 외계인들의 본거지인 젠으로 건너가 지배자 니힐란스를 쓰러트리고, 이후 이를 흥미롭게 지켜본 자칭 G맨에 의해 고용되어 외부 시간으로 20년간 '느린 시간 워프' 안에 갇히게 된다.

## 하프라이프 2
그 후, 고든은 G맨의 의해 20년 후의 지구의 한 지역인 17번 지구로 이동된다. 바니 칼훈에게 발견되어 다시 한번 H.E.V. 보호복을 입고 일라이 밴스의 연구소로 가려고 하지만 순간이동에 실패해서 윌리스 브린 박사가 눈치채게 된다. 후에 일라이 밴스의 연구소, 좀비들이 우글거리는 레이븐홈, 그리고 교도소 노바 프로스펙트 등을 거치고 반시민군과 함께 17번 지구의 콤바인을 괴멸시킨 후 요새로 이동, 본성으로 열리는 브린 박사의 콤바인 포털을 막는 것에는 성공하지만, 그만 부서진 포털의 폭풍에 휘말려버린다. 그리고 그의 앞에 G맨이 나타나 그를 다시 데려가려 하며 게임이 끝난다.

## 에피소드 1
고든을 데려가려는 G맨을 보르티곤트들이 막아선다. 그리고 정신을 차린 프리맨과 알릭스는 17번 지구 어딘가에서 눈을 뜨게 된다. 포털을 여는 데에 실패했다는 것을 콤바인 본성에 전하는 것을 막고, 17번 지구를 날려버리려는 음모에 맞서 분투하며 시민들의 피난을 돕게 된다. 하지만 마지막으로 17번 지구를 떠나던 와중에 결국 요새가 폭발하고 에피소드 1이 끝나게 된다.

## 에피소드 2
에피소드 2에서는 이 폭풍에 휘말렸지만 그나마 무사했던 두 사람이 일라이 밴스에게 찾아가 포털 폭풍 중화 위성을 우주로 발사하는 계획을 돕는 내용이다. 결국, 포탈이 열리는 것을 막는 것에 성공하였으나 이미 에피소드1에서 17번 지구의 외부로 퍼져 나갔던 콤바인 조언자들은 활동을 개시하고 있었고, 두 사람은 눈앞에서 콤바인 조언자들에 의해 일라이 밴스를 잃고 만다.

## 스페이스 바이커 이반
스페이스 바이커 이반(Ivan the Space Biker)은 고든 프리맨의 최초 디자인의 별명이다. 독일의 가수 이반 레브롤프에게서 따 온 것으로 보인다. 지금보다 더 수염이 많고, H.E.V. 보호복 또한 녹색에 더 우주복에 가까워 보이도록 디자인되었다. 여기서 그 별명이 왔다.

## 트라비아
- LHC 실험에 참여한 어느 인물이 고든 프리맨과 매우 닮아서 화제가 되었다. 더군다나 하프라이프 1의 어색한 더빙이 LHC 실험과 맞물려서 DC 인사이드에서 크게 인기를 끌고 있던 와중에 사진이 알려지며 인터넷 곳곳으로 빠르게 퍼져 나갔다.

- 1편과 2편에서 공통으로 크로우바를 가장 처음으로 얻고, 고든이 이것을 휘두르는 모습이 큰 인기를 끌었다. 때문에 하프 라이프 시리즈의 개발 비화를 담은 책의 제목이 'Half-Life 2: Raising the Bar'가 되기도 하였다.

- 고든 프리맨의 초기 모델이 마음에 들지 않는다고 하자, 고든 프리맨을 개발하던 디자이너는 밸브 코퍼레이션의 실제 직원을 모델로 썼다는 일화가 있다.